# 東漸寺 (松戸市)
東漸寺（とうぜんじ）は、千葉県松戸市小金にある枝垂桜で有名な浄土宗の寺院。

## 歴史
東漸寺は、文明13年（1481年）、信濃国出身の経譽愚底運公上人により、当初、根木内（現在地より1キロ北東）に開創した。この後約60年後の天文年間（1532年 - 1555年）、現在地に移され、江戸時代初期に関東十八檀林の1つとされた名刹である。
檀林となった東漸寺は、広大な境内を持ち、多くの建物を擁した。大改修が成就した享保7年（1722年）には本堂、方丈、経蔵（観音堂）、鐘楼、開山堂、正定院、東照宮、鎮守社、山門、大門その他8つの学寮など、20数カ所もの堂宇を擁し、末寺35カ寺を数え、名実ともに大寺院へと発展した。明治初頭に、明治天皇によって勅願所（皇室の繁栄無窮を祈願する所）となった。
江戸時代に幕府の擁護を受けた東漸寺も、廃仏毀釈等で、神殿、開山堂、正定院、浄嘉院、鎮守院などの堂宇を失った。また、学寮およびその敷地は、地域青少年の育成のために寺子屋として利用され、後に黄金小学校（現・小金小学校）となった。
幕末以降の経済基盤となっていた広大な寺有田（現在の新松戸周辺）は、第2次大戦後の農地解放で失い、境内もかなり荒廃した。しかし、歴代住職の尽力により、関東屈指の多数の文化財ならびに檀林の面影を伝える境内の古木や巨木が昔のまま保存され伝えられてきたことは、東漸寺の復興に大きな力となったという。
昭和38年（1963年）に、寺子屋教育の再現を目指して、東漸寺幼稚園を開設、昭和40年（1965年）後半より、開創500年記念復興事業として、熱心な檀信徒の協力を得て、本堂、鐘楼、中雀門、山門、総門の改修、書院の新築、平成8年（1996年）に観音堂の再建を完成し、現在にいたっている。
現在では樹齢330年を誇るしだれ桜や鶴亀の松、参道の梅やあじさい・もみじなど、四季折々の自然に触れ、日本の伝統美を感ずることのできるお寺として、また、賑わいを求めて4月の御忌まつり、10月の商店街主催のぶらり市（フリーマーケット）、12月の除夜の鐘など毎年、多数の参詣者が訪れる。

## 交通アクセス
バス
* 京成バス小金小学校バス停から徒歩で約2分（経路案内）
鉄道
* JR常磐線北小金駅南口から徒歩で約5分（経路案内）

## リンク
- 東漸寺公式HP